# 熊沢重文
- 熊澤重文

熊沢 重文（くまざわ しげふみ、1968年1月25日 - ）は、日本中央競馬会 (JRA) 栗東トレーニングセンターに所属していた元騎手。
戸籍上の表記は旧字体が含まれた「熊澤 重文」だが、JRAでは旧字体での登録が認められていない為、新字体の「熊沢」に修正して登録、引退後の活動名も修正した名義としている。
平地・障害どちらもトップジョッキーと言われるレベルにあった。二刀流の鉄人または元祖二刀流騎手と呼ばれた。

## 来歴
1968年に愛知県刈谷市に生まれ、刈谷市立小垣江小学校、刈谷市立依佐美中学校を卒業。熊沢の15歳年上の南井克巳も刈谷市出身（出生地は京都市）であり、熊沢と同じ小中学校を卒業しており、熊沢が騎手となる契機の一つであった。刈谷市では祭事に馬が使われることは珍しくなく、熊沢も馬に少なからず興味を示した。これも騎手となる素地であったと語っている。
熊沢が中学野球で活動していた頃に父が入院し、熊沢の父と同じ病室に南井の父親がいたことから話は進展する。息子同士が出会うこととなり、同時期に担任の教師より「（同じ愛知出身の）調教師に話を通してもいい」と後押しされたこともあり、騎手を志すようになる。
1986年騎手免許を取得し栗東・内藤繁春厩舎所属騎手としてデビュー、同期騎手として横山典弘、松永幹夫などがいる。
3年目の1988年に代打騎乗となるコスモドリームで優駿牝馬を制しGI初勝利を記録し、満20歳3か月で当時の最年少GI勝利のほか、史上3人目の減量騎手のオークス制覇を達成している。
1991年にはダイユウサクで有馬記念をレコード勝ちし、自身2度目のGI勝利を記録する。人気馬メジロマックイーンを破った実力派騎手としてこのレース以降、熊沢の名は関東でも認知されるようになり、ファンからの声援のほかに調教師からも声がかかるようになったが、この2つのGI勝利を熊沢は「悪く言えばどちらも遊びに行ったという感じ。」「人気薄（コスモドリーム/10番人気・ダイユウサク/13番人気）で気楽に乗れた。」と振り返っている。
ほかにも1996年スプリンターズステークスではわずか1センチメートルの差で涙を飲んだ快速馬エイシンワシントン、のちにパートナー交替となるが、ステイゴールドの主戦騎手でもあった。
2005年12月4日、テイエムプリキュアに騎乗し阪神ジュベナイルフィリーズに勝利。ダイユウサク以来14年ぶりのGI制覇となった。
2009年8月8日の小倉競馬第4競走でベネラに騎乗し1着となり、中央競馬史上29人目、現役12人目となるJRA通算900勝を達成した。
2016年5月29日の京都競馬第4競走でメイショウヒデタダに騎乗し1着となり、中央競馬史上30人目、現役13人目となるJRA通算1000勝を達成した。
また、「最も取りたいレースは日本ダービーと中山大障害」と公言しているように、障害競走はデビュー翌年の1987年4月から騎乗を開始しており、キャリア末期まで障害競走にも積極的に騎乗していた。障害競走は落馬の危険性が平地競走よりも高く怪我のリスクが高いことや、技術面でも平地競走とは違うものを要求されることから、平地競走でGI勝利を経験している騎手は障害競走には初めから乗らないか、それまで乗っていてもGI勝利を機に辞めるケースがほとんどであり、キャリア末期まで平地競走と障害競走の両方で騎乗し続けた熊沢は極めて稀有な例である。勝利数も多く、1999年、2000年、2002年、2004年にJRA賞（最多勝利障害騎手）を獲得し、通算500勝、800勝は障害競走で記録し、2001年にはJRA3人目となる平地・障害100勝を、2015年にはJRA史上初の平地・障害200勝をそれぞれ達成した。2016年には平地・障害での通算勝利数が1000勝に達し、さらに長年の平地・障害での活躍が評価され同年のJRA賞特別賞を受賞した。
そして2012年にはマーベラスカイザーで取りたいレースの1つである中山大障害を制し、平地、障害両方でのGI勝利を達成した。年末のビッグレースである中山大障害と有馬記念の両方を制した騎手は、熊沢の他に伊藤竹男・加賀武見などがいるが数少ない記録である。1999年に障害競走でのグレード制が導入されて以降では、平地GI・障害GI（J・GI）の両方を制したのは熊沢が初のことである。熊沢のように、平地のGI騎乗経験のある騎手がコンスタントに障害競走にも騎乗する例は少なく、熊沢の他には高田潤（ドリームパスポートほか）や柴田大知（マイネルホウオウほか。2013年4月以降は平地競走騎乗が主となり、障害競走の騎乗実績なし）、大庭和弥（テイエムオオタカほか）などがいる。
2020年11月29日、阪神競馬第5競走・障害未勝利戦をメイショウタカトラで勝利し、JRA障害250勝を達成した。これは星野忍の254勝に次ぐ歴代2位の記録である。
2021年4月17日、中山競馬第10競走・下総ステークス（3勝クラス）をタイガーインディで勝利し、2016年6月18日以来、実に4年10ヶ月ぶりとなる平地競走での勝利を挙げた。
2021年8月28日、小倉サマージャンプをアサクサゲンキで勝利し、星野が持つ障害競走の歴代最多勝記録254勝に並んだ。

2021年10月24日、新潟競馬第4競走・障害未勝利戦をキーパンチで勝利し、障害競走の歴代最多勝記録255勝を達成。
2022年2月26日、小倉競馬第8競走・春麗ジャンプステークスでリッジマンに騎乗したが、2周目1号障害飛越着地時につまずき落馬。北九州市内の病院に搬送され、この時点で後頸部から前胸部挫傷（頸部骨折疑い・肋骨骨折疑い）と診断され（その後の診断で第2頸椎骨折と判明）、長期休業となった。3か月の入院を経て医師からは「再起不能」と宣告されるも、1年のリハビリを経て翌2023年2月19日の阪神競馬第7競走（平地競走）で復帰し、復帰後3戦目の同年3月5日の阪神競馬第4競走・障害未勝利戦をセルリアンルネッタで勝ち、復帰後初勝利は1年4か月ぶりの勝利（後述の休業のため、現役最終勝利）となった。
しかし、同年6月3日の東京競馬第1競走・障害未勝利戦でピンクダイヤに騎乗したが、1周目5号障害飛越着地時につまずいて落馬。右腕の負傷と診断されたが、以降再び休業となり、事実上の現役最終騎乗となった。
2023年10月30日、同年11月11日付で騎手免許を返上し、引退することがJRAより発表された。本人によると（前述の落馬事故で）以前傷めた頸椎が元通りに戻らず、複数の病院で診断を受けたところ「普段の生活で転んでも、次は危ない」とドクターストップがかかったことを理由とする。このため、今後の予定は調教など現場に携わる仕事は行わず、未定としているが、引退後の12月24日開催の第68回有馬記念では日本放送協会 (NHK）からの招きを受け、番組レギュラーの鈴木康弘（日本調教師会 名誉会長）と共に同協会の競馬中継の解説者として出演している。
引退当日となる11月11日の京都競馬場では、自身が4勝を挙げた京都ジャンプステークスで誘導馬のシベリアンスパーブに騎乗し誘導役を務め、全レース終了後に引退式が行われた。
この時点まで昭和・平成の2元号にわたりGI競走を制覇した現役騎手は、武豊と熊沢のみであった。なお、武は2019年の菊花賞優勝で昭和から令和の3元号に跨ぐGI制覇を達成しており、熊沢が達成すれば史上2人目の記録であったが、達成叶わず引退した（令和でGI出走は4回あったが、2着が3回）。

## 騎乗成績
|       |                  | 日付           | 競馬場・開催  | 競走名                   | 馬名               | 頭数 | 人気 | 着順 |
| ----- | ---------------- | -------------- | ------------- | ------------------------ | ------------------ | ---- | ---- | ---- |
| 平 地 | 初騎乗           | 1986年3月2日   | 1回阪神4日7R  | 5歳上400万円下           | ジュニヤーダイオー | 12頭 | 5    | 5着  |
| 平 地 | 初勝利           | 1986年3月29日  | 2回阪神3日8R  | 5歳上400万円下           | ジュニヤーダイオー | 14頭 | 8    | 1着  |
| 平 地 | 重賞初騎乗       | 1986年11月30日 | 3回中京4日11R | 愛知杯                   | マルカセイコウ     | 13頭 | 12   | 13着 |
| 平 地 | GI初騎乗・初勝利 | 1988年5月22日  | 5回東京2日10R | 優駿牝馬                 | コスモドリーム     | 22頭 | 10   | 1着  |
| 障 害 | 初騎乗           | 1987年4月11日  | 2回阪神5日5R  | 障害5歳上オープン        | グリーンサツキ     | 14頭 | 13   | 12着 |
| 障 害 | 初勝利           | 1987年10月24日 | 4回京都5日5R  | 障害4歳上未勝利          | グリーンサンミャク | 10頭 | 2    | 1着  |
| 障 害 | 重賞初騎乗       | 1987年9月19日  | 4回阪神3日9R  | 阪神障害ステークス（秋） | インターシャドー   | 9頭  | 6    | 4着  |
| 障 害 | 重賞初勝利       | 1993年5月8日   | 3回京都5日9R  | 京都大障害（春）         | ビックフォルテ     | 8頭  | 4    | 1着  |
| 障 害 | JGI初騎乗        | 2001年4月14日  | 3回中山7日11R | 中山グランドジャンプ     | ダンシングターナー | 11頭 | 4    | 3着  |
| 障 害 | JGI初勝利        | 2012年12月22日 | 5回中山7日10R | 中山大障害               | マーベラスカイザー | 16頭 | 3    | 1着  |

| 年度   | 平地競走 | 平地競走 | 平地競走 | 平地競走 | 平地競走 | 平地競走 | 平地競走 | 障害競走 | 障害競走 | 障害競走 | 障害競走 | 障害競走 | 障害競走 | 障害競走 | 表彰・備考                                   |
| 年度   | 1着      | 2着      | 3着      | 騎乗数   | 勝率     | 連対率   | 複勝率   | 1着      | 2着      | 3着      | 騎乗数   | 勝率     | 連対率   | 複勝率   | 表彰・備考                                   |
| ------ | -------- | -------- | -------- | -------- | -------- | -------- | -------- | -------- | -------- | -------- | -------- | -------- | -------- | -------- | -------------------------------------------- |
| 1986年 | 30       | 28       | 24       | 345      | .087     | .168     | .238     | -        | -        | -        | -        | -        | -        | -        |                                              |
| 1987年 | 19       | 18       | 16       | 275      | .069     | .135     | .193     | 2        | 4        | 2        | 27       | .074     | .222     | .296     |                                              |
| 1988年 | 27       | 30       | 18       | 283      | .095     | .201     | .265     | 0        | 0        | 3        | 11       | .000     | .000     | .273     |                                              |
| 1989年 | 34       | 24       | 25       | 298      | .114     | .195     | .279     | 3        | 2        | 2        | 23       | .130     | .217     | .304     |                                              |
| 1990年 | 21       | 24       | 22       | 306      | .069     | .147     | .219     | 7        | 4        | 6        | 54       | .130     | .204     | .315     |                                              |
| 1991年 | 31       | 30       | 28       | 425      | .073     | .144     | .209     | 4        | 3        | 5        | 43       | .093     | .163     | .279     |                                              |
| 1992年 | 29       | 38       | 44       | 454      | .064     | .148     | .244     | 3        | 4        | 6        | 38       | .079     | .184     | .342     |                                              |
| 1993年 | 35       | 43       | 43       | 510      | .069     | .153     | .237     | 7        | 8        | 9        | 44       | .159     | .341     | .545     |                                              |
| 1994年 | 29       | 44       | 47       | 549      | .053     | .133     | .219     | 6        | 6        | 4        | 36       | .167     | .333     | .444     |                                              |
| 1995年 | 38       | 46       | 42       | 500      | .076     | .168     | .252     | 5        | 6        | 6        | 42       | .119     | .262     | .405     |                                              |
| 1996年 | 51       | 40       | 39       | 510      | .100     | .178     | .255     | 7        | 10       | 7        | 41       | .171     | .415     | .585     |                                              |
| 1997年 | 48       | 53       | 31       | 529      | .091     | .191     | .250     | 6        | 7        | 7        | 36       | .167     | .361     | .556     |                                              |
| 1998年 | 39       | 53       | 43       | 526      | .074     | .175     | .257     | 7        | 2        | 6        | 42       | .167     | .214     | .357     |                                              |
| 1999年 | 33       | 49       | 46       | 589      | .056     | .139     | .217     | 16       | 6        | 4        | 40       | .400     | .550     | .650     | JRA賞最多勝利障害騎手 フェアプレー賞（関西） |
| 2000年 | 35       | 43       | 50       | 620      | .056     | .126     | .206     | 17       | 9        | 6        | 61       | .279     | .426     | .525     | JRA賞最多勝利障害騎手 フェアプレー賞（関西） |
| 2001年 | 49       | 57       | 58       | 679      | .072     | .156     | .242     | 11       | 15       | 9        | 61       | .180     | .426     | .574     | フェアプレー賞（関西）                       |
| 2002年 | 28       | 41       | 49       | 590      | .047     | .117     | .200     | 13       | 9        | 6        | 53       | .245     | .415     | .528     | JRA賞最多勝利障害騎手                        |
| 2003年 | 37       | 42       | 48       | 631      | .059     | .125     | .201     | 6        | 10       | 6        | 49       | .122     | .327     | .449     | フェアプレー賞（関西）                       |
| 2004年 | 35       | 42       | 29       | 551      | .064     | .140     | .192     | 11       | 6        | 4        | 53       | .208     | .321     | .396     | JRA賞最多勝利障害騎手 フェアプレー賞（関西） |
| 2005年 | 33       | 43       | 29       | 610      | .054     | .125     | .172     | 6        | 7        | 6        | 45       | .133     | .289     | .422     |                                              |
| 2006年 | 18       | 29       | 30       | 510      | .035     | .092     | .151     | 6        | 3        | 4        | 37       | .162     | .243     | .351     |                                              |
| 2007年 | 14       | 14       | 14       | 368      | .038     | .076     | .114     | 3        | 5        | 4        | 33       | .091     | .242     | .364     |                                              |
| 2008年 | 7        | 16       | 22       | 409      | .017     | .056     | .110     | 7        | 7        | 8        | 48       | .146     | .292     | .458     |                                              |
| 2009年 | 21       | 16       | 22       | 494      | .043     | .075     | .119     | 13       | 3        | 4        | 60       | .217     | .267     | .333     | フェアプレー賞（関西）                       |
| 2010年 | 17       | 13       | 18       | 375      | .045     | .080     | .128     | 4        | 4        | 1        | 22       | .182     | .364     | .409     |                                              |
| 2011年 | 11       | 10       | 14       | 392      | .028     | .054     | .089     | 7        | 4        | 5        | 44       | .159     | .250     | .364     |                                              |
| 2012年 | 7        | 5        | 8        | 221      | .032     | .054     | .090     | 5        | 2        | 4        | 30       | .167     | .233     | .367     |                                              |
| 2013年 | 6        | 13       | 20       | 416      | .014     | .046     | .094     | 5        | 14       | 9        | 59       | .085     | .322     | .475     |                                              |
| 2014年 | 8        | 3        | 8        | 224      | .036     | .045     | .080     | 10       | 6        | 8        | 64       | .156     | .250     | .375     |                                              |
| 2015年 | 2        | 4        | 9        | 128      | .007     | .020     | .066     | 7        | 5        | 5        | 50       | .140     | .240     | .340     |                                              |
| 2016年 | 2        | 3        | 5        | 77       | .026     | .052     | .117     | 11       | 9        | 7        | 83       | .133     | .241     | .325     | JRA賞（特別賞）                              |
| 2017年 | 0        | 4        | 2        | 48       | .000     | .083     | .125     | 14       | 6        | 6        | 66       | .212     | .303     | .394     |                                              |
| 2018年 | 0        | 0        | 0        | 14       | .000     | .000     | .000     | 6        | 4        | 3        | 56       | .077     | .128     | .167     |                                              |
| 2019年 | 0        | 0        | 1        | 15       | .000     | .000     | .007     | 8        | 6        | 9        | 80       | .100     | .175     | .288     |                                              |
| 2020年 | 0        | 0        | 0        | 19       | .000     | .000     | .000     | 7        | 7        | 10       | 44       | .103     | .206     | .353     |                                              |
| 2021年 | 1        | 0        | 0        | 12       | .083     | .083     | .083     | 6        | 7        | 5        | 68       | .088     | .191     | .265     |                                              |
| 2022年 | 0        | 0        | 0        | 0        | .000     | .000     | .000     | 0        | 3        | 0        | 9        | .000     | .333     | .333     |                                              |
| 2023年 | 0        | 0        | 0        | 1        | .000     | .000     | .000     | 1        | 0        | 0        | 11       | .091     | .091     | .091     |                                              |
| 中央   | 794      | 914      | 902      | 13527    | .059     | .126     | .193     | 257      | 213      | 196      | 1695     | .152     | .277     | .393     |                                              |
| 地方   | 51       | 41       | 31       | 308      | .166     | .299     | .399     |          |          |          |          |          |          |          |                                              |

## 主な騎乗馬
太字はGI級競走優勝を示す。
- コスモドリーム（1988年優駿牝馬）
- ダイユウサク（1991年金杯（西）、有馬記念）
- ナリタハヤブサ（1991年ウインターステークス）
- ヤマニンシアトル（1991年愛知杯）
- ビッグフォルテ（1993年京都大障害・春）
- スガハラテンジン（1993年京都大障害・秋）
- エイシンワシントン（1994年セントウルステークス、1996年CBC賞、スプリンターズステークス2着）
- マイシンザン（1995年朝日チャレンジカップ）
- ストーンステッパー（1996年根岸ステークス、1997年ガーネットステークス、群馬記念）
- マルカダイシス（1996年鳴尾記念）
- ケープリスバーン（1999年TCK女王盃）
- ハイフレンドコート（1999年阪神牝馬特別）
- ロードアトラス（1999年京都ハイジャンプ）
- エイシンワンサイド（1999年新潟ジャンプステークス）
- トキオワイルド（1999年京都ジャンプステークス）
- サンプレイス（2001年新潟記念）
- ダンシングターナー（2001年阪神スプリングジャンプ）
- ホッコーアンバー（2002年京都ジャンプステークス）
- ロードプリヴェイル（2004年京都ハイジャンプ、阪神ジャンプステークス、小倉サマージャンプ）
- ドンクール（2005年兵庫チャンピオンシップ）
- テイエムプリキュア（2005年阪神ジュベナイルフィリーズ）
- グランプリエンゼル（2009年函館スプリントステークス）
- ナムラタイタン（2011年武蔵野ステークス）
- マーベラスカイザー（2012年中山大障害）
- テイエムハリアー（2013年京都ハイジャンプ）
- マドリードカフェ（2017年京都ハイジャンプ）
- タマモプラネット（2018年京都ジャンプステークス）
- アサクサゲンキ（2021年小倉サマージャンプ）
- ケンホファヴァルト（2021年京都ジャンプステークス）